# Huahine

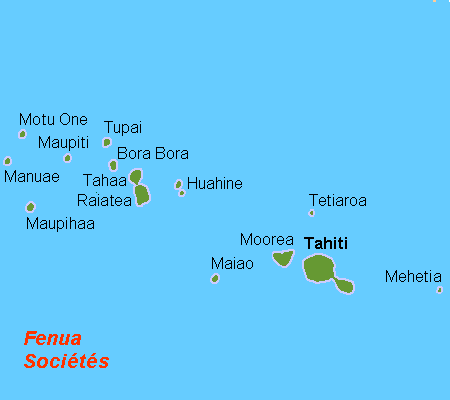
Översiktskarta

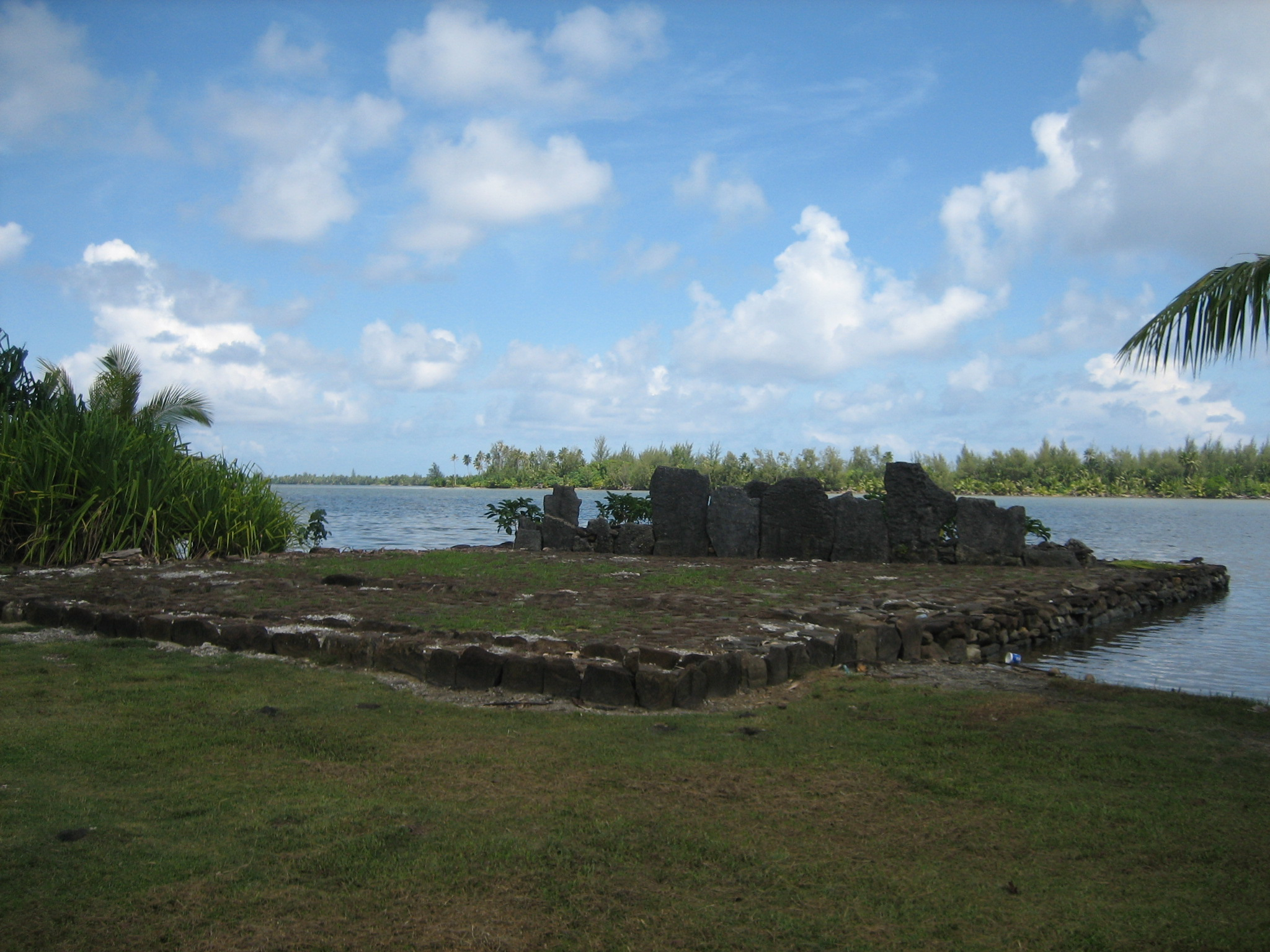
Huahine

Huahine (franska île Huahine) är en ö i Franska Polynesien i Stilla havet.

## Geografi
Huahine ligger i ögruppen Sällskapsöarna och ligger ca 70 km nordväst om Tahiti.
Ön har en area om ca 74 km² och har ca 6.000 invånare, huvudorten heter Fare med ca 1.200 invånare.
Högsta höjden är den utslocknade vulkanen Mont Turi med ca 670 m ö.h. och ön delas av Maroe Bay och Port-Bouraigne Bay i två områden Huahine Nui (Stora Huahine) i norr och Huahine Iti (Lilla Huahine) i söder.

## Historia
Huahine beboddes troligen av polynesier redan på 900-talet. Ön utforskades 1769 av James Cook.
1903 införlivades ön tillsammans med övriga öar inom Franska Polynesien i det nyskapade Établissements Français de l'Océanie (Franska Oceanien).